# Olga Zavyalova
Pour les articles homonymes, voir Zavialova.
Olga Viktorovna Zavyalova (en russe : Ольга Викторовна Завьялова, née le 24 août 1972 à Léningrad en RSFS de Russie) est une ancienne fondeuse russe. Ayant débuté en Coupe du monde en 1992, elle obtient son premier podium en 1994 à Sappada. Elle est ensuite double championne du monde, en 2003 sur 30 km et en 2007 à la poursuite.

## Palmarès

### Jeux olympiques
| Épreuve / Édition    | Épreuve / Édition     | Salt Lake City 2002 | Turin 2006 | Vancouver 2010 |
| 10 km classique      | 10 km classique       |                     | 24e        |                |
| 10 km libre          | 10 km libre           |                     |            | 12e            |
| 15 km libre          | 15 km libre           | 11e                 |            |                |
| 2 × 7,5 km Poursuite | 2 × 7,5 km Poursuite  |                     | 7e         | 12e            |
| 30 km                | classique             | 19e                 |            | 22e            |
| 30 km                | libre départ en ligne |                     | 9e         |                |
| Relais 4 × 5 km      | Relais 4 × 5 km       |                     |            | 7e             |

### Championnats du monde
| Épreuve / Édition    | Épreuve / Édition         | Falun 1993 | Thunder Bay 1995 | Lahti 2001 | Val di Fiemme 2003 | Oberstdorf 2005 | Sapporo 2007 | Liberec 2009 |
| Sprint classique     | Sprint classique          |            |                  |            |                    | 32e             |              |              |
| 5 km classique       | 5 km classique            | 18e        | 27e              |            |                    |                 |              |              |
| 2 × 7,5 km poursuite | 2 × 7,5 km poursuite      |            |                  |            |                    | 17e             | Or           | 34e          |
| 10 km                | classique                 |            |                  | 10e        | 5e                 |                 |              |              |
| 10 km                | libre                     |            |                  |            |                    | 6e              | Argent       |              |
| 10 km                | poursuite                 |            |                  |            | Bronze             |                 |              |              |
| 15 km                | classique                 |            |                  |            | Bronze             |                 |              |              |
| 15 km                | libre                     |            |                  |            |                    |                 |              |              |
| 15 km                | poursuite                 | 16e        | 9e               |            |                    |                 |              |              |
| 30 km                | classique départ en ligne |            |                  |            |                    | 9e              | 8e           |              |
| 30 km                | libre                     |            |                  |            | Or                 |                 |              | 13e          |
| Relais 4 × 5 km      | Relais 4 × 5 km           |            |                  |            | Bronze             |                 |              |              |

### Coupe du monde
- Meilleur classement général : 5e en 1995 et 2001.
- 14 podiums individuels dont 1 victoire.
- 18 podiums en relais dont 4 victoires.

#### Victoires  individuelles
| Date            | Lieu          | pays      | Compétition |
| --------------- | ------------- | --------- | ----------- |
| 12 février 2005 | Reit im Winkl | Allemagne | 10km Tl     |

Légende :

TC = classique

TL = libre

MS = départ en masse

HS = départ avec handicap

PU = poursuite